# Generaal der Luchtafweerartillerie
Generaal der Luchtafweerartillerie (Duits: General der Flakartillerie) is een voormalige rang in de Luftwaffe. Een generaal der Luchtafweerartillerie was het equivalent van een drie-sterrengeneraal in het Britse leger en het Amerikaanse leger. Hij was hoger in rang dan een luitenant-generaal en lager dan een kolonel-generaal.
Naast deze functie bestonden in de Luftwaffe gelijkwaardige rangen, namelijk generaal der Vliegeniers en generaal der Parachutisten. Daarnaast kende ook de Wehrmacht dergelijke gelijkwaardige rangen die gespecialiseerd waren in een soort van oorlogsvoering: generaal der Infanterie, generaal der Cavalerie, generaal der Artillerie, generaal der Pantsertroepen, generaal der Bergtroepen, generaal der Genie-troepen en generaal der Verbindingstroepen.

## Generaals der Luchtafweerartillerie
| Naam                     | Geboortejaar | Overlijdensjaar | Benoeming        | Laatste functie |
| ------------------------ | ------------ | --------------- | ---------------- | --- |
| Ludwig von Schröder      | 1884         | 1941            | 1 april 1939     | Militair bevelhebber in Servië |
| Karl von Roques          | 1880         | 1949            | 30 juni 1939     | President van de Reichsluftschutzbund (toekenning van het Charakter van een Generaal der Luchtafweerartillerie bij zijn afscheid)             |
| Friedrich Hirschhauer    | 1883         | 1979            | 1 augustus 1939  | President van de Reichsluftschutzbund |
| Camillo Ruggera          | 1885         | 1947            | 1 december 1940  | Inspecteur van de Wehrersatzinspektion Düsseldorf                                                                                             |
| Hugo Grimme              | 1872         | 1943            | 1 januari 1941   | Generaal der Luchtafweerartillerie bij de Rijksminister van Luchtvaart en Opperbevelhebber van de Luftwaffe (General der Flakartillerie z.V.) |
| Emil Zenetti             | 1883         | 1945            | 1 februari 1941  | Bevelvoerend-generaal en Bevelhebber van het Luftgau VII (München)                                                                            |
| August Schmidt           | 1883         | 1955            | 1 juli 1941      | Bevelvoerend-generaal van het Flak-Korps z. b. V.                                                                                             |
| Alfred Haubold           | 1887         | 1969            | 1 oktober 1941   | Bevelvoerend-generaal en Bevelhebber van het Luftgau III (Berlijn)                                                                            |
| Eugen Weissmann          | 1892         | 1951            | 1 juni 1942      | Bevelvoerend-generaal en Bevelhebber van het Luftgau West-Frankrijk                                                                           |
| Friedrich Heilingbrunner | 1891         | 1977            | 1 juli 1942      | Bevelvoerend-generaal en Bevelhebber van het Luftgau XII (Wiesbaden)                                                                          |
| Gerhard Hoffmann         | 1887         | 1969            | 1 december 1942  | Bevelvoerend-generaal en Bevelhebber van het Luftgau Luftgau III (Berlijn)                                                                    |
| Job Odebrecht            | 1892         | 1982            | 1 december 1942  | Bevelvoerend-generaal en Bevelhebber van het II. Flak-Korps                                                                                   |
| Otto Wilhelm von Renz    | 1891         | 1968            | 1 februari 1943  | Bevelvoerend-generaal en Bevelhebber van het V. Flak-Korps                                                                                    |
| Helmut Richter           | 1891         | 1977            | 1 februari 1944  | Bevelvoerend-generaal der Luchtafweerartillerie bij de Opperbevelhebber van de fortificaties West                                             |
| Walther von Axthelm      | 1893         | 1972            | 1 april 1944     | General der Flak-Ausbildung |
| Richard Reimann          | 1892         | 1970            | 2 augustus 1944  | Bevelvoerend-generaal van het I. Flak-Korps                                                                                                   |
| Heinrich Burchard        | 1894         | 1945            | 1 september 1944 | General der Flakartillerie z. b. V. bij de Rijksmaarschalk                                                                                    |
| Wolfgang Pickert         | 1897         | 1984            | 1 maart 1945     | General der Flakwaffe bij het Oberkommando der Luftwaffe                                                                                      |